# Chute libre (roman de Carol Higgins Clark)
Cet article concerne le roman de Carol Higgins Clark. Pour le roman de Robert Muchamore, voir Chute libre.
Pour les articles homonymes, voir Chute libre.
 (juillet 2025).
Si vous disposez d'ouvrages ou d'articles de référence ou si vous connaissez des sites web de qualité traitant du thème abordé ici, merci de compléter l'article en donnant les références utiles à sa vérifiabilité et en les liant à la section « Notes et références ».
Chute libre (en anglais : Popped) est un roman policier américain de Carol Higgins Clark en 2003. Il appartient à la série ayant pour héroïne l'enquêtrice Regan Reilly.
Il a été traduit en français en 2004.

## Résumé
Cette nouvelle aventure entraine Regan Reilly à Las Vegas, sur le tournage de deux émissions de télé-réalité. Elles sont produites par un patron de chaînes qui va tout faire pour rendre la vie difficile aux deux équipes qui s'affrontent, car seule la meilleure émission passera à l'antenne. 
Accidents étranges, vols, lettres anonymes, Regan va devoir démêler cet écheveau en moins d'une semaine.